# Hemidactylus gracilis
Espèce
Synonymes
- Hemidactylus platyceps Annandale, 1912

Statut de conservation UICN

 LC  : Préoccupation mineure
Hemidactylus gracilis est une espèce de geckos de la famille des Gekkonidae.

## Répartition
Cette espèce est endémique d'Andhra Pradesh en Inde.

## Étymologie
Son nom d'espèce, du latin gracilis, « fin », lui a été donné en référence à sa morphologie.

## Publication originale
- Blanford, 1870 : Notes on some Reptilia and Amphibia from Central India. Journal of the Asiatic Society of Bengal, vol. 39, p. 335-376 (texte intégral).